# Festival a/d Werf

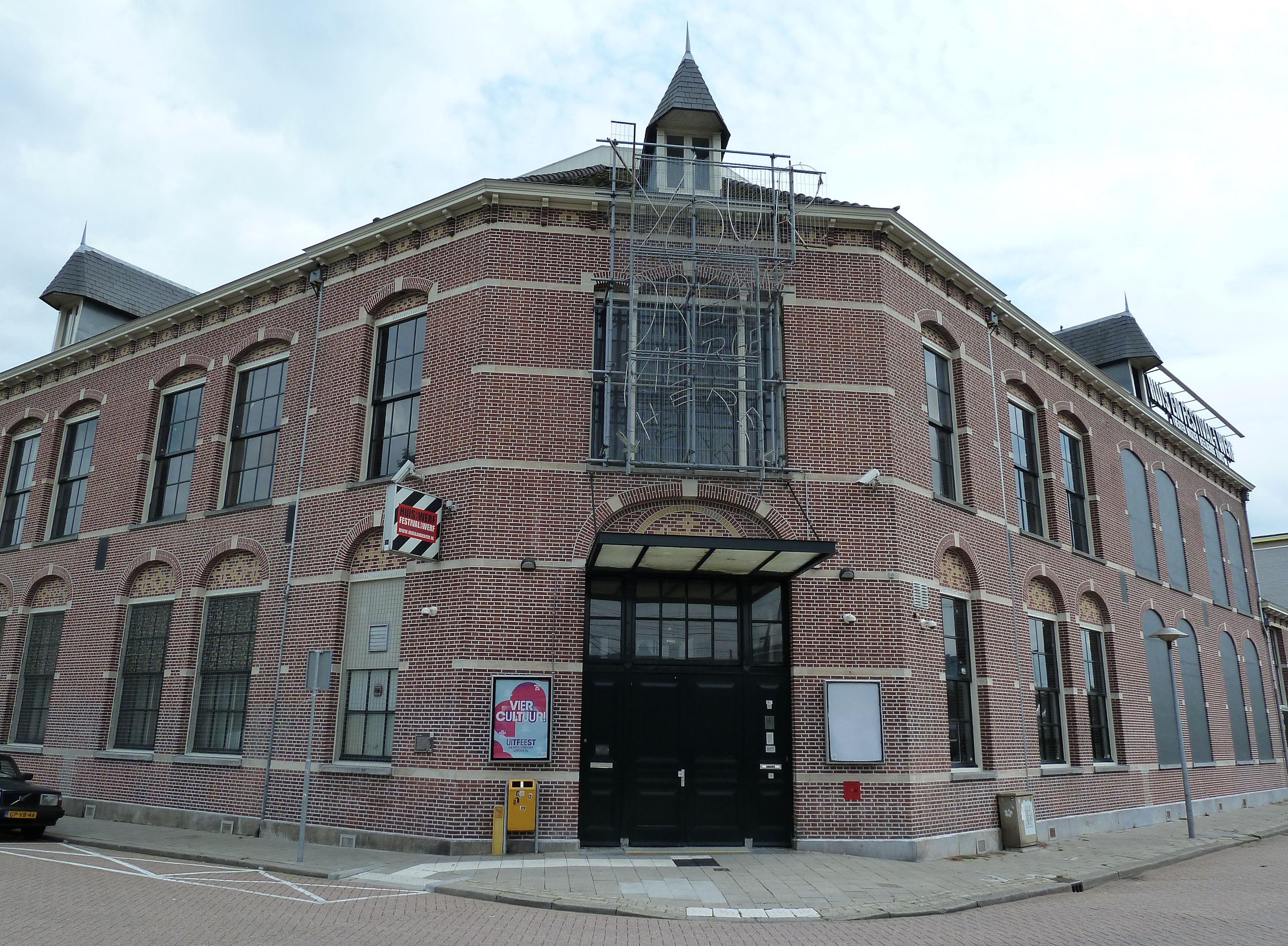
Het aan het festival verbonden Huis a/d Werf in de 1ste Daalsebuurt

Festival a/d Werf was een tiendaags Utrechts kunstenfestival dat jaarlijks in mei plaatsvond.
Op verschillende binnen- en buitenlocaties werden voorstellingen, performances en installaties gepresenteerd. Op de Neude waren muziekoptredens. Op het festival stonden kunstenaars geprogrammeerd uit binnen- en buitenland.
Festival a/d Werf begon in 1986 als Festival Theater aan de Werf. Dit festival was een driedaags theaterfestival dat ter ere van het 350-jarig bestaan van de Rijksuniversiteit Utrecht werd gehouden. Tijdens dit festival werd de Oudegracht (werf) als natuurlijk decor gebruikt. Sindsdien werd het festival jaarlijks georganiseerd. De drie dagen werden tien dagen en het programma werd uitgebreid.
De bezuinigingen zorgden ervoor dat de laatste editie van Festival a/d Werf in 2012 was. Ook Springdance, een dansfestival wat plaatsvond in Utrecht, redde de bezuinigingen niet. Een deel van de organisatie van Festival a/d Werf en een deel van de organisatie van Springdance zijn samengevoegd om in 2013 te beginnen met een nieuw festival SPRING Performing Arts Festival.
Huis aan de Werf, de plek waar jarenlang Festival a/d Werf werd geproduceerd, heeft een nieuwe bestemming gekregen: onder de naam Het Huis Utrecht worden ruimten verhuurd en faciliteiten geboden ter ondersteuning van podiumkunsten en andere culturele activiteiten.